# Del Rey
Del Rey és una concentració de població designada pel cens dels Estats Units a l'estat de Califòrnia. Segons el cens del 2000 tenia 950 habitants.

## Demografia
Segons el cens del 2000, Del Rey tenia 950 habitants, 240 habitatges, i 211 famílies. La densitat de població era de 300,7 habitants/km².
Dels 240 habitatges en un 47,9% hi vivien nens de menys de 18 anys, en un 59,2% hi vivien parelles casades, en un 22,5% dones solteres, i en un 11,7% no eren unitats familiars. En el 7,9% dels habitatges hi vivien persones soles el 4,6% de les quals corresponia a persones de 65 anys o més que vivien soles. El nombre mitjà de persones vivint en cada habitatge era de 3,96 i el nombre mitjà de persones que vivien en cada família era de 4,05.
Per edats la població es repartia de la següent manera: un 35,9% tenia menys de 18 anys, un 10,8% entre 18 i 24, un 26,9% entre 25 i 44, un 17,1% de 45 a 60 i un 9,3% 65 anys o més.
L'edat mitjana era de 28 anys. Per cada 100 dones de 18 o més anys hi havia 101,7 homes.
La renda mitjana per habitatge era de 26.458 $ i la renda mitjana per família de 28.060 $. Els homes tenien una renda mitjana de 22.656 $ mentre que les dones 17.153 $. La renda per capita de la població era de 8.101 $. Entorn del 28,3% de les famílies i el 34,2% de la població estaven per davall del llindar de pobresa.

## Poblacions més properes
El següent diagrama mostra les poblacions més properes.